# Luis Zúñiga Reyes
Luis Zuñiga Reyes (Santiago de Chile, 4 de julio de 1939 – Santiago de Chile, 5 de octubre de 2018) fue un boxeador chileno. Compitió en la categoría de peso ligero en los Juegos Olímpicos de Tokio 1964.